# Periquito-da-guiné
O periquito-da-guiné, também conhecido, na Guiné-Bissau, por massarongo (Poicephalus senegalus), e em outras línguas por papagaio-do-senegal, é uma ave relativamente pequena, com 23 cm de comprimento. Apresenta o dorso e asas num tom verde-escuro, cabeça cinza-escuro, peito verde-claro e abdômen amarelo. Não é possível diferenciar machos e fêmeas por suas características externas. Sua expectativa de vida é de 30 a 50 anos.É um excelente papagaio para iniciados, não é muito dispendioso, não é um animal destruidor e não é barulhento, como outros papagaios de pequena dimensão.Talvez pelo seu tamanho, e pelo facto de ser muito reservado, não tem sido das aves mais cobiçadas. É uma ave que requer muita atenção, se se sentir marginalizado ou abandonado tende a entrar em estresse e ter um comportamento estranho, foge das pessoas, fica muito quieto no poleiro ou foge para os cantos no chão da gaiola.
Ocorre em quase toda a região centro-noroeste da África, sendo nativo em: Benim, Burkina Faso, Camarões, República Centro-Africana, Chade, Costa do Marfim, Gâmbia, Gana, Guiné, Guiné-Bissau, Mali, Mauritânia, Níger, Nigéria, Senegal, Serra Leoa e Togo. A presença na Libéria é incerta.